# جغرافيا الفاتيكان

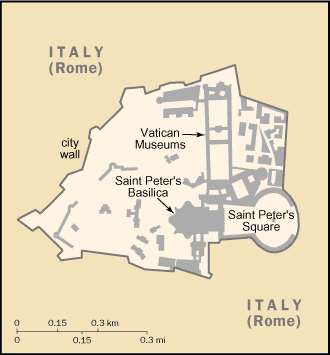
خريطة الفاتيكان

الفاتيكان هي أصغر دولة في العالم بمساحة 0.44 كم مربع. وهي دولة مغلقة، تحديدا دولة مغلقة تقع داخل دولة أخرى تقع في روما، إيطاليا.الدولة لا تحتوي على موارد طبيعية كثيرة ولاتحتوي على أخطار طبيعية أخرى غير تلك التي تؤثر على روما. (مثل الزلازل).

## المناخ
مناخ الدولة مثل مناخ روما :معتدل، خفيف، شتاء ممطر (من سبتمر إلى نصف مايو)، صبف جاف (من مايو إلى سبتمبر).
| البيانات المناخية لـالفاتيكان | البيانات المناخية لـالفاتيكان | البيانات المناخية لـالفاتيكان | البيانات المناخية لـالفاتيكان | البيانات المناخية لـالفاتيكان | البيانات المناخية لـالفاتيكان | البيانات المناخية لـالفاتيكان | البيانات المناخية لـالفاتيكان | البيانات المناخية لـالفاتيكان | البيانات المناخية لـالفاتيكان | البيانات المناخية لـالفاتيكان | البيانات المناخية لـالفاتيكان | البيانات المناخية لـالفاتيكان | البيانات المناخية لـالفاتيكان |
| الشهر                         | يناير                         | فبراير                        | مارس                          | أبريل                         | مايو                          | يونيو                         | يوليو                         | أغسطس                         | سبتمبر                        | أكتوبر                        | نوفمبر                        | ديسمبر                        | المعدل السنوي                 |
| ----------------------------- | ----------------------------- | ----------------------------- | ----------------------------- | ----------------------------- | ----------------------------- | ----------------------------- | ----------------------------- | ----------------------------- | ----------------------------- | ----------------------------- | ----------------------------- | ----------------------------- | ----------------------------- |
| متوسط درجة الحرارة الكبرى °ف  | 54                            | 55                            | 59                            | 63                            | 70                            | 77                            | 82                            | 82                            | 79                            | 70                            | 61                            | 55                            | 67                            |
| متوسط درجة الحرارة الصغرى °ف  | 37                            | 39                            | 43                            | 46                            | 54                            | 61                            | 64                            | 66                            | 61                            | 55                            | 45                            | 41                            | 51                            |
| الهطول إنش                    | 3.1                           | 2.8                           | 2.4                           | 2.0                           | 2.0                           | 1.2                           | 0.4                           | 0.8                           | 2.4                           | 4.3                           | 4.3                           | 3.5                           | 29.2                          |
| متوسط درجة الحرارة الكبرى °م  | 12                            | 13                            | 15                            | 17                            | 21                            | 25                            | 28                            | 28                            | 26                            | 21                            | 16                            | 13                            | 20                            |
| متوسط درجة الحرارة الصغرى °م  | 3                             | 4                             | 6                             | 8                             | 12                            | 16                            | 18                            | 19                            | 16                            | 13                            | 7                             | 5                             | 11                            |
| الهطول سم                     | 8                             | 7                             | 6                             | 5                             | 5                             | 3                             | 1                             | 2                             | 6                             | 11                            | 11                            | 9                             | 74                            |
| المصدر:                       |                               |                               |                               |                               |                               |                               |                               |                               |                               |                               |                               |                               |                               |

## الأرض

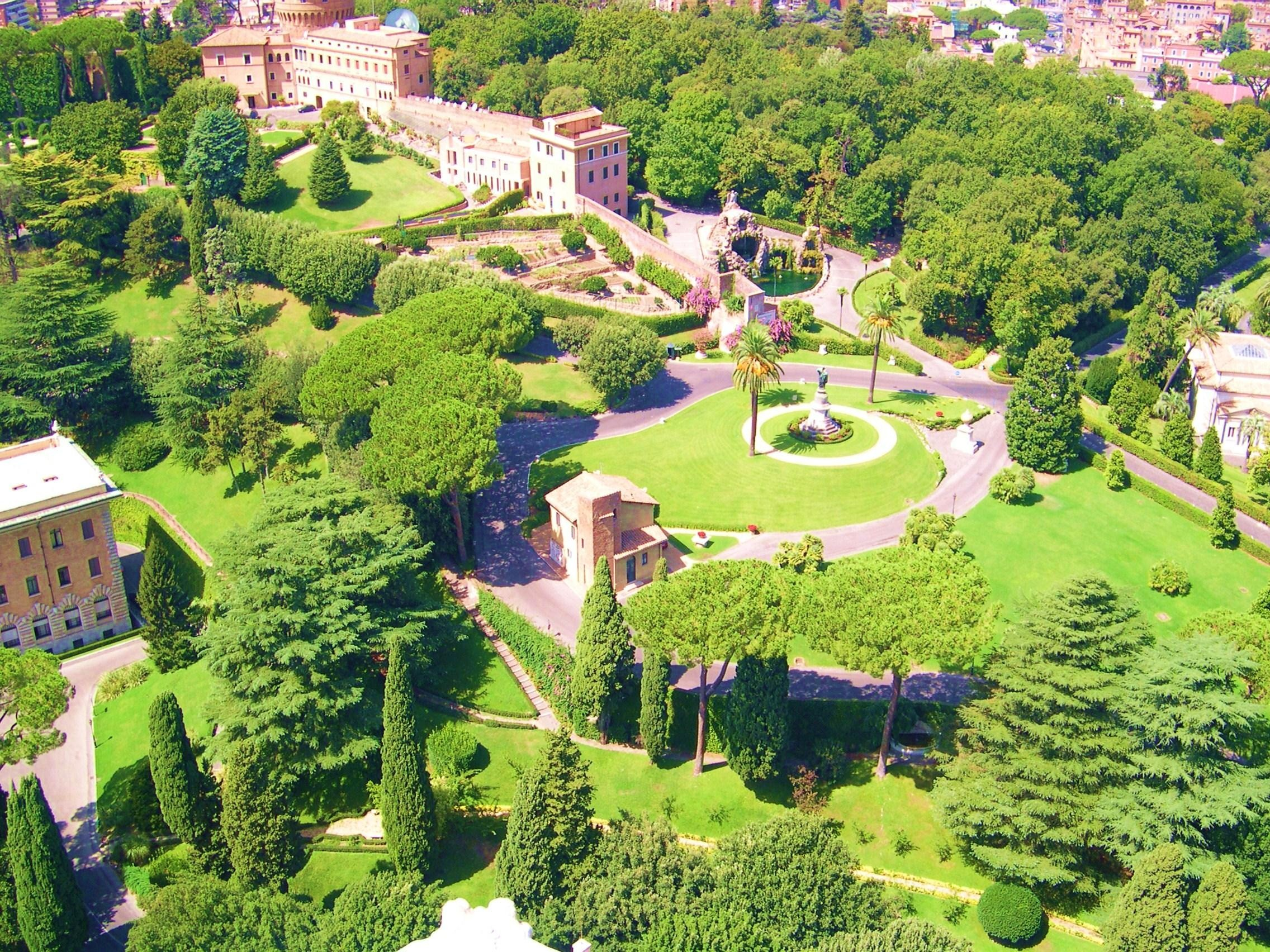
منظر لحدائق الفاتيكان

الفاتيكان تقع على تلة منخفضة على الضفة اليمنى لنهر التيبر، داخل مدينة روما. التلة قد سميت بـ"تلة الفاتيكان" منذ زمن طويل قبل ظهور المسيحية في فلسطين. الاسم قد أستخرج من اللغة الإترورية.

### النقاط المهمة
النقطة الأخفض في الفاتيكان هي نقطة غير مسمية بطول 19.2 متر.أيضا النقطة الأعلى هي نقطة غير مسمية بطول 76.2 متر.

## استخدامات الأرض
طبيعة الدولة أساسا مدنية وتستخدم لأغراض زراعية وللإستغلال الكبير للموارد الطبيعية الأخرى.الدولة تعرض درجة عالية من اقتصاد الأراضي وجدت للضرورة، نظرا لأن أراضيها محدودة للغاية.وهكذا فالتطور الحضري هو الأمثل لتشغل أقل من 50 ٪ من المساحة الكلية، في حين أن الباقي لفضاء مفتوح، بما في ذلك حدائق الفاتيكان.الإقليم يحمل العديد من الهياكل المتنوعة التي تساعد على توفير الحكم الذاتي لدولة ذات سيادة، بما في ذلك خط للسكك الحديدية ومحطة القطار، ومهبط طائرات الهليكوبتر، ومكتب بريد ومحطة اذاعة (مع الهوائيات التي تتجاوز الحدود الإقليمية في إيطاليا)، وثكنة عسكرية، والقصور والمكاتب الحكومية، ساحة عامة، الجدار الدفاعي القديم الذي يرسم الحدود، مؤسسات التعليم العالي والثقافية مراكز تعليم الفن، وعدد قليل من السفارات.

## وصلات خارجية
- Interactive Vatican City Map

## إنظر أيضا
الفاتيكان